# Levša
Levša (Левша) è un film del 1986 diretto da Sergej Ovčarov.

## Trama
Gli inglesi decisero di dare all'imperatore Alexandr una pulce miracolosa meccanica, ma non sospettarono nemmeno nelle mani di chi sarebbe caduta.